# بيان المعلومات المتعلقة بأعمال العنف
بيان المعلومات المتعلقة بأعمال العنف هو كتاب أبيض نشرته الحكومة البريطانية في 24 تموز (يوليو) من عام 1946 بطلب من رئيس الوزراء البريطانيّ في أعقاب عملية أجاثا البريطانية التي وقعت في 29 حزيران (يونيو) من عام 1946. نُشر الكتاب بعد يومين فقط من تفجير فندق الملك داود.
يسرد الكتاب تفاصيل التمرد اليهودي في فلسطين الانتدابية، وقدم الأدلة على أن الوكالة اليهودية كانت متواطئة مع الجماعات الإرهابية. كان من بين هذه الأدلة برقية حوت أسماء رمزية من بينها اسم "حاييم" وهو ما فُهم على أنه كان يُشير إلى السياسي الإسرائيلي حاييم وايزمان.